# Ghiacciaio Harbour
Il ghiacciaio Harbour è un ghiacciaio lungo circa 6 km e largo 3, situato sull'isola Wiencke, una delle isole dell'arcipelago Palmer, al largo della costa nord-occidentale della Terra di Graham, in Antartide. In particolare, il ghiacciaio si trova nella regione nord-occidentale dell'isola, a ovest dei ghiacciai Channel e Thunder, dove si estende verso nord-est da Port Lockroy fino a una cala sita circa 2 km a est del picco Noble.

## Storia
Già avvistato durante la spedizione belga in Antartide effettuata fra il 1897 ed il 1899 al comando di Adrien de Gerlache, il ghiacciaio Harbour è stato poi fotografato durante una serie di ricognizioni aeree effettuate dal British Antarctic Survey (al tempo ancora chiamato "Falkland Islands Dependencies Survey", FIDS) e mappato nel 1944 sulla base di tali fotografie sempre da membri del FIDS, che lo battezzarono con il suo attuale nome in virtù della sua vicinanza al porto ("Harbour" in inglese) di Port Lockroy.